# Kornet (dokumentarfilm)
|  | Denne artikel er oprettet af botten Steenthbot ud fra en ekstern database. Den kan derfor have sproglige fejl eller mangler. Denne skabelon kan fjernes efter kontrol af indholdet. |

 For alternative betydninger, se Kornet. (Se også artikler, som begynder med Kornet)
Kornet er en dansk dokumentarfilm fra 1943 instrueret af Bjarne Henning-Jensen og efter manuskript af Bjarne Henning-Jensen, Olaf Hauch og Kai Johansen.

## Handling
Kornets vækst fra såning til høsten følges af børn på gården.